# Milý
Milý é uma comuna checa localizada na região da Boêmia Central, distrito de Rakovník.